# Myroxylon balsamum
Myroxylon balsamum (L.) Harms es una especie de árbol de la familia Fabaceae, se encuentra de forma natural en Mesoamérica y Suramérica. Junto con maquilishuat o apamate es el árbol nacional de El Salvador.
Su nombre común es árbol de bálsamo. En Costa Rica se le conoce como chirraca o sándalo, y su madera fue utilizada para pisos y ebanistería.

## Descripción
Árbol de hasta 35 m de altura, peridermis grisácea, hojas imparipinnadas alternas, folíolos alternos, con puntos y rayas translúcidos, y con ápices acuminados, flores papilionáceas, frutos samaroides con una o dos semillas reniformes de testa lisa.

## Taxonomía
El nombre fue publicado por H. A. T. Harms en la publicación seriada Notizblatt des Königlichen botanischen Gartens und Museums zu Berlin, 5 (43) (1908).

## Historia
El 26 de junio de 1939, junto al maquilishuat, mediante Decreto Legislativo N.º 44, fue declarado Árbol Nacional de la República de El Salvador (en específico la variedad Myroxylon balsamun var. pereirae), un año después en 1940 se emitió una modificación en la cual se declara el 22 de junio Día del Árbol Nacional además del Día del Maestro.

## Resina del bálsamo
La resina extraída del tronco se conoce como Bálsamo del Perú. El proceso de extracción es artesanal. Se inicia con el calentamiento de la corteza para que su resina se concentre en la quemadura, luego de algunos días se retira la cáscara mojada de resina  y se pega un trapo de algodón sobre la herida para extraer aún más savia. Este trapo se deja por 15 días más. Luego se retira  y se retuerce en una prensa. Luego de obtener la resina, se procede a purificarla de impurezas con fuego.
Este producto ya purificado se comercializa entre una serie de intermediarios y exportadores, siendo su destino Alemania, Estados Unidos de América, Inglaterra y España en donde se utiliza en la fabricación de cosméticos y medicamentos (para enfermedades de la piel, bronquios, pulmones y vías respiratorias y en el tratamiento de quemaduras y heridas).